# Xiphocentron parentum
Xiphocentron parentum är en nattsländeart som beskrevs av Lazar Botosaneanu 1988. Xiphocentron parentum ingår i släktet Xiphocentron och familjen Xiphocentronidae. Inga underarter finns listade i Catalogue of Life.